# 犯人は二人
「犯人は二人」（はんにんはふたり、"The Adventure of Charles Augustus Milverton"）は、イギリスの小説家、アーサー・コナン・ドイルによる短編小説。シャーロック・ホームズシリーズの一つで、56ある短編小説のうち31番目に発表された作品である。イギリスの『ストランド・マガジン』1904年4月号、アメリカの『コリアーズ・ウィークリー』1904年3月26日号に発表。1905年発行の第3短編集『シャーロック・ホームズの帰還』（The Return of Sherlock Holmes）に収録された。
「チャールズ・オーガスタス・ミルヴァートン」「恐喝王ミルバートン」「毒ヘビ紳士」とも。

## あらすじ

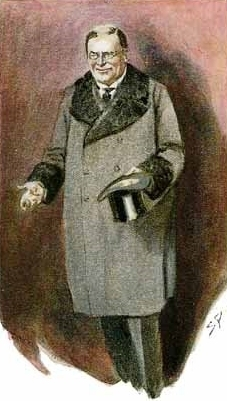
ミルヴァートン（シドニー・パジェット画、「ストランド・マガジン」掲載時の挿絵）

ロンドン一の恐喝王（本人は“代理業”を自称―名刺より）チャールズ・オーガスタス・ミルヴァートンとシャーロック・ホームズとの対決を描いた作品である。
結婚を控えたとある令嬢から依頼を受けたホームズは、かつて令嬢が田舎の貧乏貴族に書き送ったというラブレターをネタに、高額での書簡買取を要求して来た恐喝王ミルヴァートンと交渉する。令嬢に支払い可能な金額で売ってくれと提案するホームズに対し、ミルヴァートンは支払わなかった結果その人物がどうなったか、という「前例」が次の仕事の成功につながるのだと主張し、全く埒が明かない。交渉が決裂し、業を煮やしたホームズは力ずくで手紙を取り上げようとするも、すかさず拳銃を取り出したミルヴァートンは「そんな古い手は通用しませんし、私が今撃っても法律が味方します」と嘲笑し、余裕の体で帰ってゆく。
かつてない屈辱を味わわされたホームズは早速行動を開始。変装してミルヴァートン家の女中に接近し、彼の生活サイクルや屋敷内の様子も全て聞き出した。その上で、手紙を盗み出すためにミルヴァートン邸に忍び込む決意をワトソンに明かす。そんな事をすれば今までの名声を全て失い、ミルヴァートンの前に敗北した惨めな姿を晒すかもしれぬと、懸命に説得するワトソンにも首を縦に振らないホームズだったが、「それなら僕も連れて行きたまえ。もし断るなら、この計画を全て警察に話す」とのワトソンの抵抗の前に、「今まで一つの部屋で暮らしてきたのだから、同じ牢獄で果てるのも一興だろう」と譲歩し、二人はミルヴァートン邸への侵入を決行する。
深夜、黒い服とゴム底の靴を身に着け、マスクで顔を隠したホームズとワトソン。ミルヴァートン邸に侵入し、手紙が隠してあるはずの書斎の金庫を開く事に成功するも、いつもなら熟睡しているはずのミルヴァートンが、なぜか今夜に限ってまだ寝ておらず、書斎に入って来た。ホームズとワトソンは咄嗟にカーテンの陰に隠れたが、金庫の扉がしっかり閉まっておらず、いつミルヴァートンに気付かれるかとワトソンは冷や汗を流す。そんな中、一人の女性が現れた。ミルヴァートンはこの女性との取引のために起きていたのである。しかし彼女が恐喝のネタを売りに来たと思っていたミルヴァートンは、ベールを上げた女性の顔を見て驚愕の声を上げる。その女性は、かつてミルヴァートンの恐喝で破滅させられた被害者の一人で、夫を死に追い込まれていた。恨み言を述べる彼女を冷笑するミルヴァートンだったが、女性は小型の拳銃を取り出すと、「これ以上誰も破滅させない。報いを受けるがよい、犬め！」と罵りながらミルヴァートンに向けて一撃また一撃と報復の弾丸を撃ち込んだ。ワトソンは思わずカーテンから飛び出して止めようとしたが、ホームズがその手を掴んで引き留めた。もう手遅れであり、ミルヴァートンはこうなる運命だった。そして自分達には本来のやるべき仕事があるのだとワトソンは悟る。
かくしてこの恐ろしくも愚かな恐喝王は呆気なく絶命し、復讐者は彼の顔を踏みにじって姿を消した。一部始終を目撃した二人は、女性が立ち去った後で、金庫の中にしまい込まれていた様々な書簡や書類が、再び世に出て人を苦しめることがないよう、それらを全て暖炉の火中に投げ込み処分した。すぐにホームズとワトソンは屋敷を逃げ出そうとするが、異変に気づいて起きてきた屋敷の召使たちが、二人に追いすがってきた。身軽なホームズは難なく逃げたが、足の悪いワトソンは塀を越えるときに足首を捕まえられた。それを必死で振り払いかろうじて逃げることはできたが、どうやら姿かたちを見られてしまったようだ。
翌朝、ホームズの下宿を訪れたロンドン警視庁のレストレード警部は、昨夜発生したミルヴァートン殺害事件の概要を話し、犯人が二人組であることと、そのうち一人の人相や背格好を説明した。話を聞いたホームズは「その犯人は、まるでワトソンみたいだね」と空とぼけた後、「世の中には法律ではどうにもならぬ犯罪がある以上、個人の復讐もある程度認めなくてはならないと思う。本件に関しては、加害者には共感すれど被害者には同情できない」として捜査への協力を拒否した。
その後、ホームズは当代の名士や美女の写真が陳列された飾り窓のところへワトソンを連れてゆく。その中の1枚に昨夜の女性の姿があった。彼女の正体は、由緒ある貴族にして偉大な政治家の妻だったのだ。何も言うなとばかりに口に手を当てたホームズにワトソンもうなずき、二人は静かにその場を離れたのだった。

## 備考
- ベーカー街221Bのホームズの下宿を訪れた犯罪者はジェームズ・モリアーティ教授を初め数多いが、ホームズがなすすべもなく見送るしかなかったのは、ワトスンが記録している限りでは、ミルヴァートンただ一人である。そして、最終的にこの悪漢を滅ぼし事件を終結させたのも、ホームズの知力や法の裁きではなく、復讐者が捨て身で放った銃弾である。ホームズが最も精彩を欠く作品の一つであり、高度の情報戦略を駆使する恐喝王ミルヴァートンに対して、ホームズも不法侵入などの強硬策で応じるしかなかった。このことについてはホームズも後悔しており、記録には残さないようワトスンに頼んでいるが、逆にワトスンは書き留めてしまった。
- ワトスンが髭をたくわえていることが、本作で初めて明言される。また、足に古傷のあるはずのワトスンが、ミルヴァートン邸から逃れる際にかなりの速度で走っている描写のあることから、シャーロキアンの多くはかなり後年の事件であろうと推測している。
- シャーロック・ホームズの活躍の場を現代のニューヨークに移したドラマ『エレメンタリー ホームズ&ワトソン in NY』のシーズン1第20話「ブラックメール（原題：Dead Man's Switch）」は、この原作をモチーフにしたエピソードである。現代に舞台を移したことから手紙は電子メールや動画、金庫はノートパソコンに置き換えられるなどしているが、作中における恐喝犯の名前も「チャールズ・オーガスタス・ミルヴァートン」であり、ホームズがミルヴァートンの家に脅迫の物証を奪うために侵入して隠れ、彼が殺害される現場を目撃する点は同じである。ただし、この話ではミルヴァートンの殺害犯は脅迫に使用されていたノートパソコンを持ち去ってしまったため、ホームズとワトソンは殺人犯とノートパソコンを追い掛けることになる。
- シャーロック・ホームズシリーズを21世紀のイギリスを舞台に翻案したドラマ『SHERLOCK』のシーズン3エピソード3「最後の誓い（原題：His Last Bow）」は、この原作と『最後の挨拶』を原案としたエピソードである。作中ではミルヴァートンに当たる人物として「チャールズ・アウグストゥス・マグヌセン」が登場する。マグヌセンは表向き新聞社オーナーであるが、ありとあらゆる西側諸国の著名人の情報に精通しており、裏ではミルヴァートン同様彼らの個人情報を握ることで恐喝を行い、非常に強い政治的影響力を有する人物として描かれている。

## 外典 戯曲版『まだらの紐』
ドイルが執筆した戯曲版『まだらの紐』では、ゲスト出演でミルヴァートンが登場する。劇中のミルヴァートンはベーカー街221Bにホームズを訪ねてくる4人の客のひとりとして登場し、戯曲の本筋とは無関係な短いエピソードになっている。エピソードの内容は「犯人は二人」と同様で、結婚を控えた女性から手紙の回収を依頼されたホームズと、手紙と引き換えに大金を要求するミルヴァートンとの交渉が演じられる。しかし、交渉決裂でミルヴァートンが去った後の展開は異なる。「犯人は二人」ではホームズがミルヴァートンの屋敷へ不法侵入して手紙の回収をするという決断をし、ワトスンも同行する。一方この戯曲では、ホームズが既に単独で前夜ミルヴァートンの屋敷に侵入し、手紙を盗み出していたことになっている。屋敷の料理女と親密になり、その関係を利用して金庫から手紙を盗み出したのだとホームズがワトスンに解説してエピソードは終了し、次の場面へと移っていく。
戯曲には他にワトスンの婚約者としてメアリー・モースタンの名が登場する場面もあり、これらは他の作品のキャラクターを登場させる「シャーロッキアン的」とも言うべき手法を、ドイル自身が使用しているといえる。